# Renabelle Kayala Ninga
Renabelle Kayala Ninga, née le 24 avril 1987 à Kinshasa en République démocratique du Congo, est une femme politique congolaise, elle est actuelle sénatrice de la souscription de Kisangani depuis avril 2024,.

## Controverse électorale
Le 16 mai 2024, la cour constitutionnelle a rendu ses arrêts concernant la requête introduite par le regroupement politique Alliance des Forces Democratiques du Congo et Alliés, en sigle AFDC-A contre les regroupements politiques AAAD, MLC et ANB, la cour constitutionnelle la déclare irrecevable et madame Kayala NingavTokole Renabelle est confirmée Sénatrice de la troisième législature de la troisième république. 
Elle représente depuis la province de la Tshopo à la chambre haute du parlement congolais. S’étant présentée aux sénatoriales du 29 avril 2024 sur la liste de l’Action des Alliés Acquis à la Démocratie, en sigle AAAD, regroupement politique dont la présidente est Angèle TabuMakusi, Kayala Ninga Tokole Renabelle avait été la meilleure élue de la Tshopo avec sept voix,,.